# Ion Mincu
Ion Mincu né le 20 décembre 1852 à Focșani, mort le 6 décembre 1912 à Bucarest, est un architecte, ingénieur, professeur et député au Parlement roumain. Il est le promoteur du style architectural roumain connu sous le nom de néo-Brâncovenesc, comme les « Bufetul din Șoseaua Kiseleff », maison se trouvant à Bucarest, Secteur 1, boulevard Kiseleff (1882-1892), et la « villa Robescu » à Sinaia. L'État roumain donnera son nom à l'université d'architecture et d'urbanisme de Bucarest en 1953 (Universitatea de Arhitectură și Urbanism Ion Mincu).

## Biographie
Ion Mincu poursuit ses études secondaires à l'Unirea (Union) de Focsani, entre 1863-1871, et s'inscrira en 1871 à l'École nationale des ponts et chaussées, à Bucarest, et obtiendra son diplôme d'ingénieur en 1875. Entre 1877-1884 il est étudiant à l'École nationale des Beaux-Arts de Paris, et a comme professeurs Remy de Louanges et Jean Gaudet. Il obtient son diplôme d'architecte, et en 1883, il reçoit le prix de la « Société Centrale des Architectes Français ».
De retour en Roumanie entre 1892-1897, il crée l'école d'architecture de la Société roumaine des architectes. Entre 1898-1912 il est nommé professeur chargé de projets à l'école nationale d'architecture, puis à l'école supérieure d'architecture de Bucarest. Entre 1903-1912 il est nommé par la Société des architectes roumains, président d'honneur. Entre 1895-1899, Ion Mincu est élu député au Parlement roumain.